# Super Fun Night
Super Fun Night est une série télévisée américaine en dix-sept épisodes de 23 minutes créée par Conan O'Brien et Rebel Wilson diffusée entre le 2 octobre 2013 et le 19 février 2014 sur le réseau ABC et en simultané au Canada sur Citytv.
En France, la série a été diffusée du 2 au 23 janvier 2015 sur Canal+ Séries. Elle reste inédite dans les autres pays francophones.

## Distribution

### Acteurs principaux
- Rebel Wilson (VF : Julia Boutteville) : Kimberley « Kimmie » Boubier
- Liza Lapira (VF : Jade Phan-Gia) : Helen-Alice
- Lauren Ash (VF : Dorothée Pousséo) : Marika
- Kevin Bishop (VF : Jean-Christophe Dollé) : Richard Royce
- Kate Jenkinson (en) (VF : Emmanuelle Rivière) : Kendall Quinn

### Acteurs récurrents
- Ashley Tisdale (VF : Ludivine Maffren) : Jazmine Boubier
- Matt Lucas (VF : Jerome Wiggins) : Derrick
- Ravi Patel (VF : Joachim Salinger) : Alex
- Fred Armisen (VF : Loïc Houdré) : Brian Headfoot
- Nate Torrence (VF : Jerome Wiggins) : James
- Carrie Wiita (VF : Claire Morin) : Heidi
- Molly Shannon (VF : Nathalie Duverne) : Jane Spencer
- Paul Rust (VF : Jean Rieffel) : Benji
- Riki Lindhome (VF : Karine Texier) : Hayley

 Source et légende : version française (VF) sur RS Doublage

## Fiche technique
- Réalisateur du pilote : John Riggi (en)
- Producteurs exécutifs : Rebel Wilson, John Riggi, Conan O'Brien, David Kissinger, Jeff Ross
- Société de production : Warner Bros. Television

## Développement

### Production
Le projet était initialement destiné au réseau CBS pour la saison 2012-2013, qui a commandé le pilote réalisé par Mark Cendrowski, mais n'a pas été retenu. Les producteurs sont allés voir ABC qui a commandé un autre pilote le 21 septembre 2012 en effectuant des changements au casting, puis ABC a commandé la série le 10 mai 2013 et lui a attribué 4 jours plus tard la case horaire du mercredi à 21 h 30 à l'automne.
Après avoir fait la promotion d'une scène du pilote durant tout l'été, ABC décide le 20 septembre 2013 de remplacer la diffusion du pilote par l'épisode suivant.
Le 22 octobre 2013, ABC commande deux scripts supplémentaires, puis, deux semaines plus tard, commande quatre épisodes.
Le 9 mai 2014, la série a été officiellement annulée.

### Casting
Pour le pilote de CBS, les rôles ont été attribués dans cet ordre : Rebel Wilson, Kevin Bishop, Alan Ritchson (Jason), Jenny Slate (Helen-Alice), Edi Patterson (en) (Marika) et Deborah Baker Jr. (en) (Jazmine).
Pour le pilote d'ABC, les rôles de Helen-Alice (Jenny Slate) et Marika (Edi Patterson) ont été respectivement recastés à Liza Lapira et Lauren Ash, puis Kelen Coleman (en) a été ajoutée, le rôle de Jazmine a été attribué à Ashley Tisdale et le rôle de Jason a été éliminé. Puis en juillet 2013, Kate Jenkinson (en) a été ajoutée à la distribution principale alors que le rôle de Felicity (Kelen Coleman) ne reviendra pas après le premier épisode.
Parmi les rôles récurrent et invités : Matt Lucas, Ravi Patel, Jacki Weaver, Fred Armisen.

## Épisodes
1. Duel au piano bar (Anything for Love)
2. Trois par trois (Three Men and a Boubier)
3. Halloween (Chick or Treat)
4. Boubier connecton (Engagement Party)
5. Mises au point (Go with Glorg)
6. Le Séminaire de l'amour (The Love Lioness)
7. Guet-Apens (The Set Up)
8. Une soirée super fun (Pilot)
9. Mon beau sapin (Merry Super Fun Christmas)
10. Little Big Kim (Li’l Big Kim)
11. Menu surprise (Dinner Party)
12. Relooking extrême (Hostile Makeover)
13. Touche pas à mes potes (Let the Games Begin)
14. Payback (Lucindervention)
15. Le Bal des cookies (Cookie Prom)
16. Action ou vérité (Lesbihonest)
17. James ou Richard ? (…Till the Fat Lady Sings)